# Diocese de ’s-Hertogenbosch
A Diocese de 's-Hertogenbosch (em latim: Dioecesis Buscoducensis) é uma jurisdição eclesiástica da Igreja Latina ou diocese da Igreja Católica nos Países Baixos. A diocese moderna foi criada em 1853. É sufragânea da Arquidiocese de Utrecht. Atualmente é liderada pelo bispo Gerard de Korte. Sua sede é a Catedral de São João, 's-Hertogenbosch.

## História
A cidade de 's-Hertogenbosch (Hertzogenbusch, Sylva Ducis) foi fundada em 1184, mas, juntamente com o território circundante, foi incluída na Diocese de Liège até 12 de março de 1561. Naquela época, para conter a expansão do protestantismo, o Papa Pio IV elevou-a à dignidade de sé e tornou-a sufragânea da Arquidiocese de Bruxelas. O primeiro bispo foi o teólogo Francisco Sonnius (1562-1569), posteriormente transferido para a sé de Antuérpia. Seus sucessores sofreram com as desordens políticas e guerras do último quarto do século XVI.
Quando, após um longo cerco, a cidade foi capturada pelo príncipe Frederico Henrique (14 de setembro de 1629) e mantida em nome dos Estados Gerais, o sexto bispo, Michael Ophovius, foi obrigado a abandonar sua sede, o que fez em uma procissão solene, cercado por seu clero e levando consigo uma famosa estátua milagrosa da Santíssima Virgem, que ele colocou em segurança em Bruxelas.
Joseph de Bergaigne (1638-1647) era pouco mais que um bispo nominal. Ele não conseguiu afirmar seu direito à sé e exerceu suas funções da melhor maneira possível a partir de Geldrop. Pelo Tratado de Vestfália (1648), todo o território da diocese foi reconhecido como uma conquista permanente da República Holandesa e submetido diretamente à jurisdição dos Estados Gerais. O exercício da religião católica era proibido por lei e os decretos pertinentes eram aplicados com rigor. Os padres católicos romanos, no entanto, continuaram seu ministério em segredo. A diocese tornou-se uma simples missão, governada por um Vigário Apostólico, que geralmente era um bispo titular.
A diocese de 's-Hertogenbosch foi administrada dessa forma até 1853. Em 1810, Napoleão tentou criar outra diocese com esse nome, incluindo o território conhecido como Bouches du Rhin, e obteve um titular para a nova sé na pessoa do cortesão imperial, Monsenhor Van Camp. Um fracasso semelhante aguardava a tentativa, autorizada pela Concordata de 27 de agosto de 1827, de dividir toda a Holanda em duas grandes dioceses, Amsterdã e 's-Hertogenbosch.
A antiga sé foi finalmente revivida pelo Papa Pio IX por ocasião da restauração da hierarquia nos Países Baixos, onde, desde 1848, a constituição revisada assegurava aos católicos plena liberdade política e religiosa. Juntamente com outras três sés holandesas, 's-Hertogenbosch foi restabelecida pelo Breve Pontifício de 4 de março de 1853, com seus antigos limites; todas as quatro sés foram tornadas sufragâneas de Utrecht. Jan Zwijsen, natural da diocese e seu filho mais ilustre, até então vigário apostólico, foi o primeiro bispo da sé restabelecida, embora temporariamente fosse conhecido como administrador apostólico, visto que já era arcebispo de Utrecht, cargo com o qual se uniria ao governo de 's-Hertogenbosch.
Em 1865, realizou-se ali o primeiro sínodo provincial. Em 1868, renunciou à sede arquiepiscopal de Utrecht, mas continuou a administração de 's-Hertogenbosch. Foi sucedido por Adrianus Godschalk, que faleceu em 1892, deixando a sede para ser ocupada pelo Bispo William van den Ven. A já mencionada imagem milagrosa da Santíssima Virgem foi restaurada na catedral. Durante a década de 1960, a demarcação relativamente forte entre o sul católico, de um lado, e o oeste e norte calvinistas, do outro lado dos Países Baixos, começou a diminuir. Na segunda metade do século XX, ocorreu um rápido aumento da secularização e uma forte perda de filiação religiosa em Brabante do Norte.
Em 2006, pouco mais da metade da população brabantina se identificava com o catolicismo. Na Diocese de 's-Hertogenbosch, na parte oriental de Brabante do Norte e parte da província de Gelderland, 1.167.000 pessoas se sentiam associadas ao sistema de crenças católico romano (56,8% da população). Apenas 45.645 moradores desta região comparecem à missa, o que representa apenas 2% da população total da região e é composto principalmente por pessoas com mais de 65 anos.
Brabante do Norte é majoritariamente católico romano por tradição e ainda usa o termo e certas tradições como base para sua identidade cultural, embora a vasta maioria da população seja atualmente, em grande parte, irreligiosa na prática. Pesquisas entre católicos romanos holandeses em 2006 mostram que apenas 27% dos católicos holandeses podem ser considerados teístas , 55% como teístas ietsistas / agnósticos e 17% como agnósticos.

## Bispos
|                 | Nome                                         | Período   | Notas                        |        |
| Bispos          | Bispos                                       | Bispos    | Bispos                       | Bispos |
| --------------- | -------------------------------------------- | --------- | ---------------------------- | ------ |
| 29º             | Gerard Johannes Nicolaus de Korte            | 2016-     | Atual                        |        |
| 28°             | Antonius Lambertus Maria Hurkmans            | 1998-2016 |                              |        |
| 27º             | Joannes Gerardus ter Schure, S.D.B. †        | 1985-1998 |                              |        |
| 26º             | Johannes Willem Maria Bluyssen (Bluijssen) † | 1966-1984 |                              |        |
| 25º             | Wilhelmus Marinus Bekkers †                  | 1960-1966 |                              |        |
| 24º             | Willem Pieter Adriaan Maria Mutsaerts †      | 1943-1960 |                              |        |
| 23°             | Arnold Frans Diepen †                        | 1919-1943 |                              |        |
| 22º             | Wilhelmus van de Ven †                       | 1892-1919 |                              |        |
| 21º             | Adrianus Godschalk †                         | 1878-1892 |                              |        |
| 20º             | Johannes Zwijsen (Zwysen) †                  | 1851-1877 |                              |        |
| 19º             | Henricus den Dubbelden †                     | 1831-1851 |                              |        |
| 18°             | Antonius van Alphen †                        | 1790-1831 |                              |        |
| 17º             | Andreas Aerts †                              | 1763-1790 |                              |        |
| 16º             | Martinus van Litsenborgh †                   | 1745-1756 |                              |        |
| 15º             | Gisbertus Van der Asdonck †                  | 1731-1742 |                              |        |
| 14º             | François Louis Sanguessa, O.F.M. Rec. †      | 1727-1728 |                              |        |
| 13°             | Petrus Govarts †                             | 1701-1726 |                              |        |
| 12º             | Martinus Steyaert †                          | 1691-1701 |                              |        |
| 11º             | Guilielmus (Willem) Bassery †                | 1681-1690 | Nomeado Bispo de Brugges     |        |
| 10º             | Judocus Houbraken †                          | 1666-1681 |                              |        |
| 9º              | Eugenius Albertus d’Allamont †               | 1662-1666 | Nomeado Bispo de Gent        |        |
| 8°              | Jacobus de la Torre †                        | 1657-1661 |                              |        |
| 7º              | Joseph de Bergaigne, O.F.M. Obs. †           | 1641-1646 | Nomeado Arcebispo de Cambrai |        |
| 6º              | Michael Ophovius, O.P. †                     | 1626-1637 |                              |        |
| 5º              | Nicolas Zoes (Zoesius) †                     | 1615-1625 |                              |        |
| 4º              | Ghisbertus Masius †                          | 1593-1614 |                              |        |
| 3°              | Clément Graebbels                            | 1584-1592 |                              |        |
| 2º              | Laurent Metz †                               | 1570-1578 |                              |        |
| 1º              | François Sonnius                             | 1561-1570 | Nomeado Bispo de Antuérpia   |        |
| Bispo coadjutor |                                              |           |                              |        |
|                 | Wilhelmus Marinus Bekkers                    | 1956-1960 |                              |        |
|                 | Willem Pieter Adriaan Maria Mutsaerts        | 1942-1943 |                              |        |
|                 | Arnold Frans Diepen                          | 1915-1919 |                              |        |
|                 | Johannes Zwijsen (Zwysen)                    | 1842-1868 |                              |        |
|                 | Antonius van Alphen                          | 1782-1790 |                              |        |
| Bispo auxiliar  |                                              |           |                              |        |
|                 | Robertus Gerardus Leonia Maria Mutsaerts     | 2010-     | Atual                        |        |
|                 | Johannes Wilhelmus Maria Liesen              | 2010-2011 | Nomeado Bispo de Breda       |        |
|                 | Johannes Willem Maria Bluyssen (Bluijssen)   | 1961-1966 | Elevado a Bispo diocesano    |        |
|                 | Adrianus Godschalk                           | 1877-1878 | Elevado a Bispo diocesano    |        |
|                 | Joannes Philibertus Deppen                   | 1853-1877 |                              |        |